# الشيخ الكامل محمد الهادي بن عيسى
محمد الهادي بن عيسى السباعي الإدريسي الحسني المعروف بالشيخ الكامل هو متصوف ومؤسس الطريقة العيساوية في المغرب العربي ينحدر من قبيلة أولاد أبي السباع. عالم وفقيه مالكي، من مشائخ التربية والسلوك على منهج أئمة التصوف، ويعد من ركائز الحركة العلمية والدعوية في المغرب الإسلامي. تضمّن منهجه الدعوي والإصلاحي الاهتمام بمختلف طبقات المجتمع، ولم ينحصر في الطبقة المتعلمة، الأمر الذي جعله قائداً روحياً، وبمثابة حجر زاوية لرسوخ الإسلام في المغرب الإسلامي، وقد لاقت طريقته الكثير من الأتباع، فهي اليوم منتشرة في أنحاء المغرب، والجزائر، وتونس، وليبيا ومصر.

## نسبه
هو الهادي محمد بن عيسى بن عمرو بن أعمر بن عامر (عمرو) مولانا أبو السباع عامر الهامل بن آحريز بن محرز بن عبد الله بن إبراهيم بن إدريس بن محمـد بن يوسف بن زيد بن عبد المنعم بن عبد الواسع بن عبد الدائم بن محمد بن سعيد بن عبد الرحمان بن سالم بن عزوز بن عبد الكريم بن خالد بن سعيد بن عبد المؤمن بن زيد بن رحمون بن زكرياء بن محمد بن عبد الحميد بن علي بن محمد بن عبد الله بن محمد بن مولانا الإمام إدريس الأزهر بن مولانا الإمام إدريس الأكبر (رضوان الله تعالى عليه) بن أبي محمد عبد الله الكامل المحض (رضوان الله تعالى عليه) بن الحسن المثنى (عليه السلام) بن مولانا الإمام أبي محمد الحسن السبط المجتبى (عليه السلام) بن مولانا الإمام أمير المؤمنين أبي الحسن علي المرتضى (عليه السلام) بن أبي طالب عبد مناف بن عبد المطلب شيبة بن هاشم عمرو بن عبد مناف المغيرة بن قصي زيد بن كلاب بن مرة بن كعب بن لؤي بن غالب بن قريش فهر بن مالك بن النضر قيس بن كنانة بن خزيمة بن مدركة عامر بن إلياس بن مضر بن نزار بن معد بن عدنان سليل إسماعيل (صلوات الله وسلامه عليه) بن إبراهيم (صلوات الله وسلامه عليه وعلى آله) بن تارح بن ناحور بن ساروع (أو ساروغ) بن فالخ بن عابر بن شالخ بن أرفخشاد بن سام بن نوح (صلوات الله وسلامه عليه) بن لامك بن متوشلخ بن أخنوخ (هو إدريس عليه السلام) بن يرد بن مهلائيل بن قينان بن أنوش بن شيت (صلوات الله وسلامه عليه) بن آدم (صلوات الله وسلامه عليه وعلى الأصفياء من ولده).

## مولده ونشأته
ولد الشيخ الكامل في القرن التاسع سنة 872هـ/1467م، وصفته:
« أبيض اللون أعطر الشعر، الغالب عليه الحمرة، أزج الحاجبين، قصير السواعد، عريض القدمين، ذو هيبة ووقار، فصيح صاحب نطق » .
تربّى بين أبوين صالحين تربية حسنة، إرتحل به والده إلي مدينة فاس بنية قراءة القرآن العظيم، وطلب العلم، وقد جد الشيخ في ذلك إلى أن فتح الله عليه في أقرب زمان، ثم إن والده رجع به إلي قبيلة سفيان وعندما أتم دراسته بفاس توجه للشيخ أحمد الحارثي. نزيل مكناس وارث الجزولية بإذن الشيخ محمد بن سليمان الجزولي، فلما نظر فيه تفرس فيه، فأدرك أنه المخصوص بوصية شيخه، وإليه تؤول الوراثة الجزولية، فأخد الطريقة، ولازم شيخه وتلقى منه. بعد وفاة شيخه شد الرحيل الي مراكش لسيدي عبد العزيز التباع، فلما دخل عليه قام إليه الشيخ وعانقه قائلا: « أهلاً بالابن الصالح والخليفة الناصح » . ثم تجدد العهد عن الشيخ سيدي عبد العزيز التباع، وأعطاه مفاتيح الطريق من أحزاب وأوراد، وأذن له بالتصرف والجلوس لتربية المريدين.
تزوج السيدة طاهرة من قبائل المختار، أنجبت له عيسى المهدي الذي تولى الخلافة بعده، والذي ترك ثلاثة أبناء، هم: أحمد الحارثي دفين البراكة بمكناس، وامحمد بنعيسى الصغير، ولهذا لقب الشيخ الهادي بالكبير لتشابه الأسماء، وعبد السلام أبو مديان الذي لم يخلف وبقي فرعان من أحفاد الشيخ إلى زمننا هذا.

## منهجه في التعليم
تحلق حول الشيخ الكامل الفقراء بأدب وسكينه ووقار، وكانوا يتعوذون من الشيطان ويبدأون بالبسملة، ويقرأون حزب سبحان الدايم، ثم يشرعون في الكلمة الطيبة: لا إله إلا الله، وكانوا يقرأون الأحزاب والأوراد متلازمة غالباً بعد صلاة العشاء، فمنهم حزب التوحيد المعروف بـ«سبحان الدايم»، وحزب الفلاح، وحزب الفتح.
انتشرت طريقة الشيخ في الكثير من البلدان ومنها: ليبيا، وتونس والجزائر، وكان يربّي مريديه على العناية الخاصة بقراءة القرآن والذكر والصلاة على النبي محمد صلى الله عليه وسلم، وسرد الأمداح التي تشتهر بها الطريقة العيساوية حالياً، حيث تُقال الأمداح بصوت عالٍ وتستخدم آلات الضرب بهدف التنوير الروحي، والطريقة العيساوية تقدم على أركان أساسية هي الذكر والمذاكرة والعلم، والمحبة، والكرم، والتضحية، والسخاء والرأفة والمودة.

## أقواله
قال الشيخ الكامل:
- إنما تستجيب العقول، حين تستجيب القلوب، والعقول مفاتيح العلوم. والقلوب حصونها ومعاقلها. فاحرصوا حفظكم الله -على ذلك
- يريدون الياقوت بأضرب الحديد، ويريدون مقامات الرجال بأعمال الجهال، ويريدون أحوال الأبرار بأفعال الفجار
- السنة تجمعنا والبدعة تفرقنا

ولديه وصية ملخصها: 
طريقتنا هذه لا تدخل في قلب قاس ولا جسم عاص، ولا هي خارجة عن الكتاب والسنة، بل هي حكمة علية وموهبة لدنية على السنة والنية ومسقاة على أثر الأنبياء والأولياء مع دوام ظاهر صاحبها على الاستقامة، فمن عمل على هذا فهو من حزبنا ومحسوب علينا ومنسوب إلينا.... الخ 

## كراماته
من كراماته مع تلميذه الشيخ سيدي أبو الرواين وقال له:
يا سيدي، إني جعلت زمام نفسي بيدك، وقد شغفت بحب النساء، فإن لم تكن لك عناية ربانية فصاحبك يعصي الله تعالى.
فقال له الشيخ: اذهب وافعل ما شئت، فإن الله قادر على أن لا تفعل، ولن تستطيع لو أردت بعناية الله سبحانه وتعالى.
قال: فلما كان من الغد جاء الشيخ أبو الرواين وهو غاية الضعف ووجهه مصفر، فقلنا له: مالك هكذا؟ قال: شاهدت العجيب البارحة، فقلنا له وما ذلك؟ قال: ذهبت إلى امرأة عربية، وتكلمت معها أن تبيت عندي، فما كان إلا أن وصلت إلي وهممت بها، فإذا أنا كالمفلوج لا أستطيع تحريك عضو من أعضائي، فبقيت مستلقياً على ظهري كالميت لا أقدر النطق ولا على الحركة، حتى طلع الفجر سمعت صوت الشيخ وهو يقول: أتتوب إلى الله يا أبا الرواين؟ فقلت بصوت خفي: أنا تائب إلى الله، فقال: قم وتوضأ لصلاة الصبح، فنهضت فإذا انا قائم.
قال تلميذه الشيخ الولي الصالح أبو مهدي الفجيجي الشريف، إنه قال:
بينما نحن جلوس مع شيخنا بعد صلاة الصبح، جاء رجل إلى الشيخ وقال له: سيدي أنا رجل فقير ذو عيال ولي بقرة واحدة رغوث لا أملك غيرها فجاء أسد البارحة وافتراسها. فقال الشيخ: إن الله تعالى لا يسلط الأسد على من يجوارنا، فاذهب إلى الوادي فإنك تجد بقرتك هناك إن شاء الله تعالى والأسد يرعاها لك، فذهب الرجل ثم رجع بعد صلاة العصر ودخل للشيخ وأخبر بأنه وجد بقرته والأسد يرعاها، فلما رآني ذهب فتعجبنا من قدرة الله تعالى ومن بركته.

## روابط
- الطريقة العيساوية
- ضريح الشيخ الكامل
- موسم الشيخ الكامل